# Mathieu d'Escouchy
Mathieu d'Escouchy (Le Quesnoy, 1420 – 1482) è stato uno scrittore francese, originario della Piccardia, cronista durante gli ultimi tempi della guerra dei cent'anni.

## Biografia
Le sue Chronique furono la continuazione di quelle di Enguerrand de Monstrelet, con manoscritti che presentò come un terzo volume, curato da G. du Fresne de Beaucourt, (3 voll., Parigi, Società de l'Histoire de France, 1863-64). Matthieu coprì gli anni 1444-67, da un punto di vista favorevole al Ducato di Borgogna, ma con un tentativo di imparzialità, sebbene fosse al servizio di  Luigi XI, con il quale combatté alla Battaglia di Montlhéry (16 luglio 1465), dopo di che venne nobilitato. Come i letterati del suo tempo, era affascinato dalle imprese d'armi, da coraggiosi tornei e dalla statura sociale degli uomini (e di alcune donne) che figurano nella sua cronaca. Il suo racconto della Festa del fagiano, descrive la cerimonia tenuta a Lille nel 1454 da Filippo III di Borgogna, la cui corte stabilì gli standard per l'elegante stravaganza del XV secolo.
Fu nominato Echevin e Prévôt di  Péronne. Caduto in disaccordo con la giustizia, Venne persino arrestato e torturato, ma finalmente liberato.
In Escouchy alcuni editori vedono una variante del familiare nome signorile di Coucy.